# Bildungsgesamtplan
Der Bildungsgesamtplan vom 15. Juni 1973 wurde von der Bund-Länder-Kommission für Bildungsplanung und Forschungsförderung (BLK) vorgelegt und beinhaltete ein Gesamtkonzept für den Bildungsausbau in der Bundesrepublik Deutschland. Er kann als Weiterentwicklung des Strukturplans für das Bildungswesen des Deutschen Bildungsrates von 1970 betrachtet werden.
Der Plan beschreibt Zielsetzungen für alle Schulen, die betriebliche Berufsausbildung, die Lehrerbildung, die Hochschulen, die Fort- und Weiterbildung sowie die außerschulische Jugendarbeit. Ein weiterer Teil ist den voraussichtlichen Kosten gewidmet. Die Kommission, die ihn erarbeitete, bestand seit 1970 und sollte die Reformerwartungen nach Antritt der sozialliberalen Koalition 1969 in ein langfristiges Konzept bündeln. Über die Bundesländer waren auch Vertreter der CDU/CSU beteiligt. Eine umfangreiche Befragung von Fachleuten und Verbänden ging der Verabschiedung voraus.
Der Bildungsgesamtplan wurde nicht umgesetzt, da bereits 1973 die Finanzierungsgrundlagen infolge der weltwirtschaftlichen Krise wegbrachen. Außerdem brach der unter den Parteilagern gefundene vorläufige Konsens über die Orientierungsstufe, Gesamtschule, Lehrerbildung und den Hochschulbau rasch auseinander.
Ein zweiter Bildungsgesamtplan wurde 1982 noch vorgelegt, aber nicht mehr verabschiedet.